# Historisches Stadttheater Weißenhorn

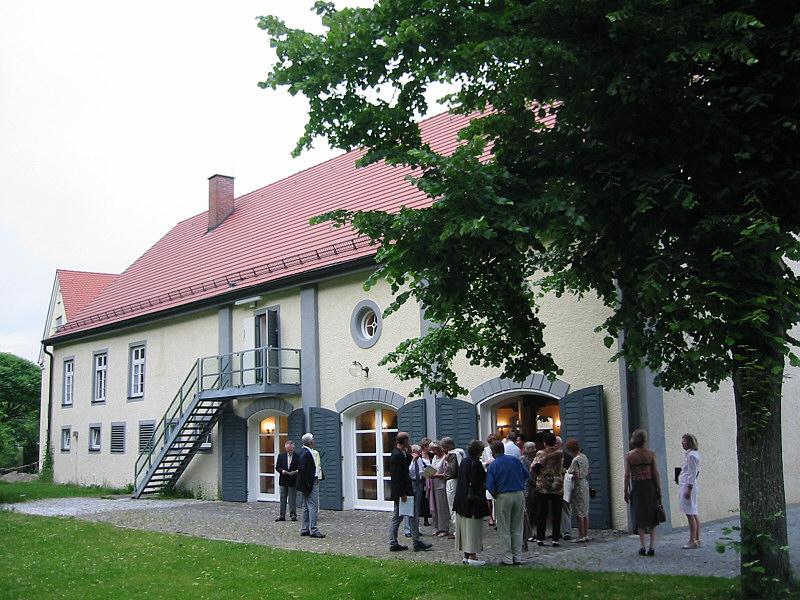
Stadttheater (Hofseite)

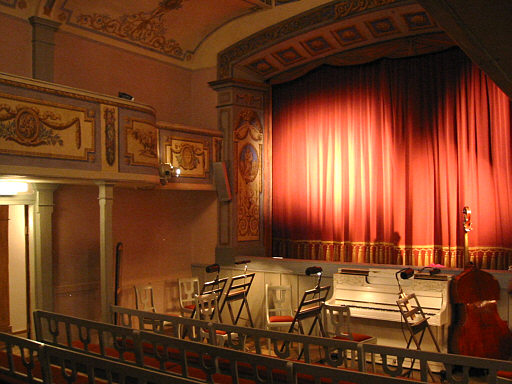
Zuschauerraum des Stadttheaters

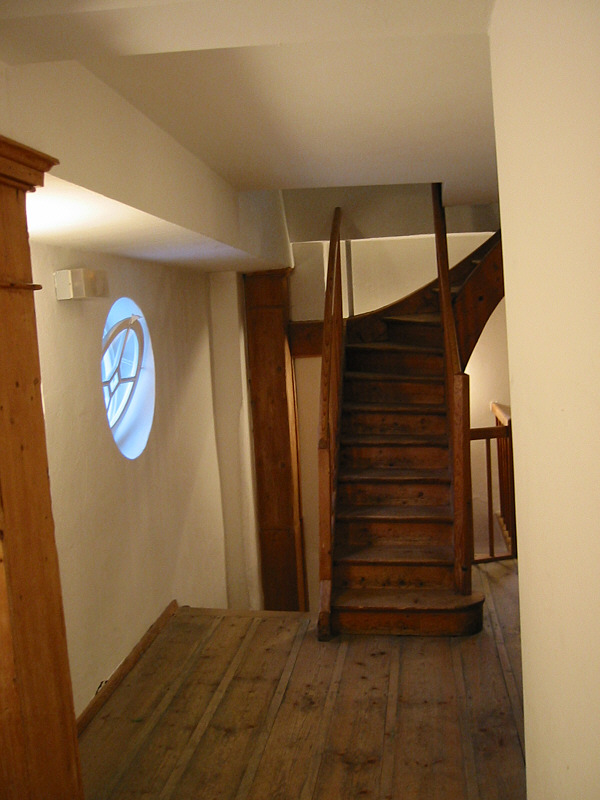
Flur und Treppenhaus im Stadttheater

Das Historische Stadttheater Weißenhorn (Landkreis Neu-Ulm) ist mit 142 Sitzplätzen das kleinste bespielbare öffentliche Theater Bayerns. 

## Geschichte
Das Gebäude diente als Zehentstadel, Feuerwehrrequisiten-Lager, Werkstatt des Segelfliegervereins, Standort für den gemeindlichen Leichenwagen und als Lichtspielhaus.
Als 1840 der aus dem 16. Jahrhundert stammende Zehntstadel, am westlichen Wallgraben der Stadt gelegen, funktionslos geworden war, reichte die Weißenhorner Theatergesellschaft beim Magistrat der Stadt eine Petition ein, ihr das marode Gebäude zum Umbau als Theater zu überlassen. Doch die Bitte wurde von den verantwortlichen Stadtvätern negativ beschieden, weil „Liebhabertheater nach den allenthalben gemachten Erfahrungen keineswegs zur Hebung der Sittlichkeit und Bildung beitrügen“. Erst im Jahre 1876 konnte im Zehntstadel ein Theaterraum eingebaut werden. Dieser wurde von gastierenden Theatergruppen und vor allem den Kolpingsöhnen rege genutzt.
Von 1919 bis 1952 wurde das Gebäude als Lichtspielhaus (Rothal-Lichtspiele) genutzt. Der reizvolle Theatersaal verfiel zusehends. Mitte der 1960er Jahre erwachte, angeregt durch Ulmer Gruppen und Veranstaltungen des Weißenhorner Heimat- und Museumsvereins, das Interesse an dem Theatersaal als stilvollem Rahmen für diverse Veranstaltungen wie Dichterlesungen, Theateraufführungen, Opernsoirees, Konzerte, Ausstellungen etc. Schließlich wurde 1972 der Verein Weißenhorner Kammeroper e. V. ins Leben gerufen, der fortan das Theater für seine Veranstaltungen benutzte. Im Sommer 1977 wurde das Weißenhorner Stadttheater nach gründlicher Renovierung und Beibehaltung der in klassizistischer Manier gehaltenen Dekoration der Öffentlichkeit zugänglich gemacht.

## Heutige Nutzung
Der Verein Weißenhorner Kammeroper e. V. bemüht sich um hochwertige Aufführungen, die dem intimen Charakter der Spielstätte entsprechen. Neben Konzerten, Rezitationsabenden, Ausstellungen, Schauspielen, Opernsoirees, Liedernachmittagen und -abenden werden immer wieder auch kleine Opern und Singspiele aufgeführt, beispielsweise Die Schwäbische Schöpfung von Sebastian Sailer,  Bastien und Bastienne von Wolfgang Amadeus Mozart, Die erzwungene Ehe (Dorilla e Balanzone) von Johann Adolph Hasse, Der Musikmeister von Giovanni Battista Pergolesi oder Rita von Gaetano Donizetti. Zu den Mitwirkenden gehören Sänger und Sängerinnen, die sonst auf erheblich größeren Bühnen zu Hause sind wie beispielsweise Rita Kapfhammer, Sally du Randt, Evelin Novak, Vera Schoenenberg, Ines Lex, Karl-Friedrich Dürr, Erwin Belakowitsch und Urs Winter.